# Festival Eurovisão da Canção 1998
O Festival Eurovisão da Canção 1998 (em inglês: Eurovision Song Contest 1998 e em francês: Concours Eurovision de la chanson 1998) foi o 43º Festival Eurovisão da Canção e realizou-se a 9 de maio de 1998 em Birmingham, Inglaterra, no Reino Unido. Os apresentadores foram Terry Wogan e Ulrika Jonsson. Dana International, a representar Israel, venceu a edição deste ano com a canção "Diva", escrito por Svika Pick e Ginai Yoav. A cantora atraiu muita atenção, tanto em Israel como na Europa, por causa da sua mudança de sexo em 1993, sendo a primeira artista transexual a entrar na competição.

## Local

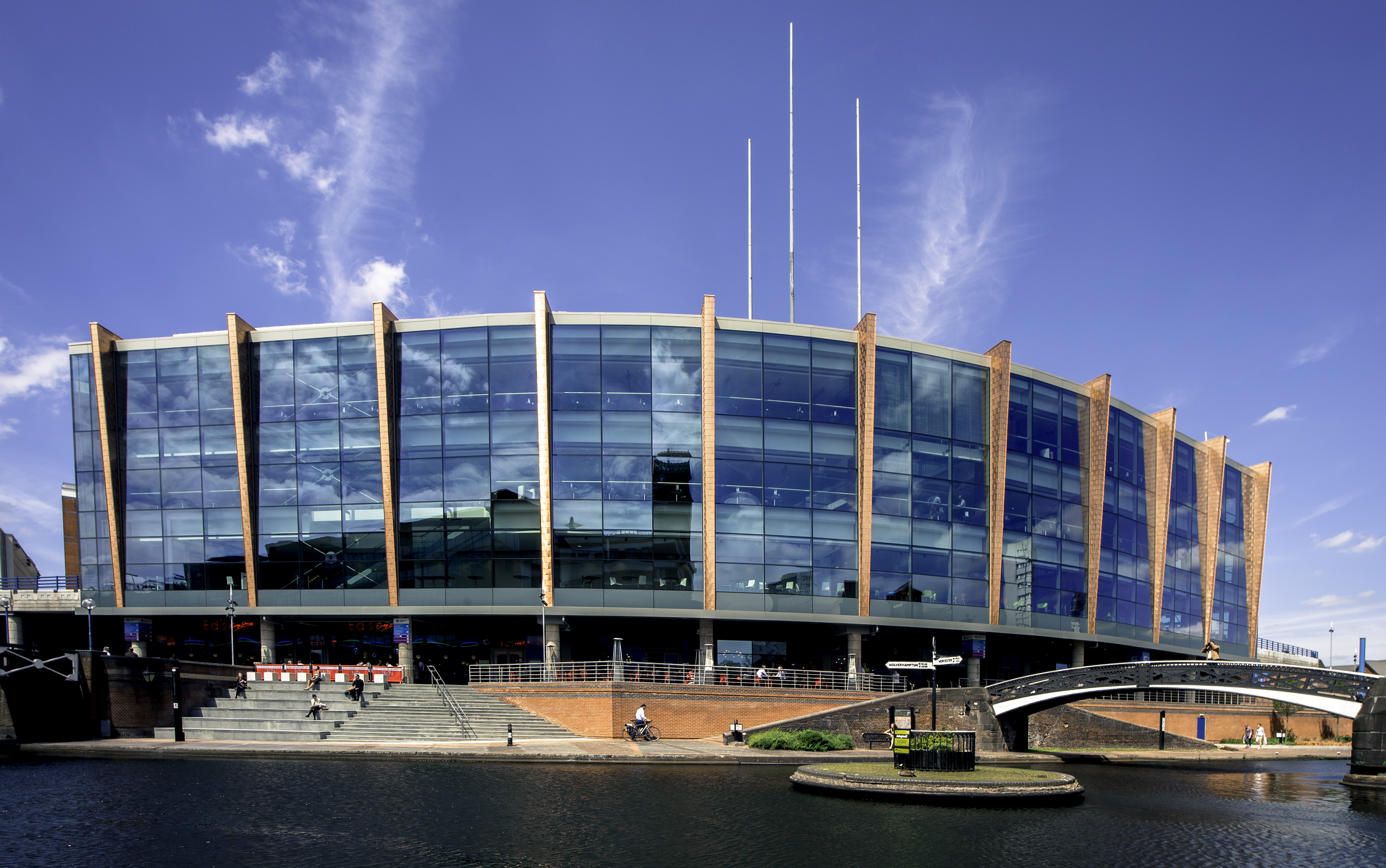
O National Indoor Arena, em Dublin.

O Festival Eurovisão da Canção 1998 ocorreu em Birmingham, Inglaterra, no Reino Unido. Birmingham é uma cidade e distrito metropolitano do condado de Midlands Ocidentais, na Inglaterra. É a segunda maior e mais importante cidade do Reino Unido, atrás apenas da capital Londres. Com uma população estimada de 1.028.701 (estimativa de 2009), integra a conurbação de West Midlands, cuja população é de 2.284.093 habitantes (censo de 2001), sendo responsável por cerca 40% da população do condado. É um centro industrial e de transportes. A cidade medieval era já um centro comercial e manufactureiro importante. Desenvolveu-se ainda mais a partir da Revolução Industrial. Foi seriamente danificada durante os bombardeamentos alemães na Segunda Guerra Mundial.
A cidade é também é lar Aston Villa FC, que dispurará a temporada a Premier League 2011-12 e campeão da UEFA Champions League 1981-1982, e o Birmingham City, que foi rebaixado da Premier League 2010-11 e disputará a Football League Championship 2011-12 (segunda divisão). A cidade foi berço de algumas das bandas de rock mais influentes do heavy metal, como Black Sabbath e Judas Priest, e também de bandas de rock como Duran Duran e The Moody Blues.
O festival em si realizou-se no National Indoor Arena uma arena multi-uso situada que, na época de sua inauguração, em 1991, era a maior de todo o Reino Unido e, atualmente, comporta 15 800 assentos.

## Formato
Este ano foi notável por várias razões: término da orquestra, televoto em massa e suspense na votação final.
A BBC esperou 16 anos para voltar a organizar o grande certame europeu. Após a vitória de Katrina and The Waves, foi imediatamente decidido que o evento não teria a mesma organização que as edições anteriores produzidas no Reino Unido. Várias cidades competiam para receber a final. Finalmente, a escolha recaiu sobre Birmingham e na National Indoor Arena, um estádio coberto de 4500 lugares que foi inaugurado em 1991. 
A Grécia, a França, a Suíça, a Malta, o Israel e a Bélgica não utilizaram orquestra, cantaram com backing tracks. França, de facto, usou uma secção de violino da orquestra, mas como eles não trouxeram um maestro próprio, nenhum condutor foi mostrado antes da sua entrada. Por outro lado, a Alemanha e a Eslovénia apresentaram maestros, apesar de utilizarem faixas de apoio total e sem orquestra.
Macedónia, apresentada como Antiga República Jugoslava da Macedónia, participou pela primeira vez. Bélgica, Finlândia, Israel, Roménia e Eslováquia participaram, após a sua ruptura no concurso do ano anterior; Áustria, Bósnia e Herzegovina, Dinamarca, Rússia e Islândia não participaram por causa da sua baixa pontuação média dos últimos cinco anos. A emissora italiana, RAI, decidiu retirar-se do concurso, um movimento que iria ver a Itália ausente da competição durante 13 anos, antes do seu retorno em 2011.
Depois dos resultados finais, ficou claro que Israel, Malta e Reino Unido estavam a lutar pelo primeiro lugar. Israel e Malta foram aparentemente vinculados com 166 pontos, após a penúltima votação. Tudo se decidiu com a votação da Macedónia, que Israel foi recompensado com 8 pontos, Reino Unido 10 e 12 pontos para a Croácia.  No 50 º aniversário do estabelecimento do estado de Israel, Dana International levou à nação a sua 3ª vitória no concurso. Além disso, Edsilia Rombley, que ficou em quarto lugar com 150 pontos, garantiu o melhor resultado para os Países Baixos, desde sua vitória em 1975.
Outros participantes foram notáveis, como a Alemanha com Guildo Horn, cuja comédia chocante culminou. Controverso, escolhido para representar a Alemanha, foi criticado pela sua falta de seriedade. O seu 7º lugar foi decepcionante para alguns alemães e foi o início de quatro anos consecutivos a acabar no top-ten.
Uma marca d'água mostrando o nome do país apareceu na tela durante as apresentações pela primeira vez. Esta inovação ainda está em vigor hoje.
As regras desta edição foram publicadas em setembro de 1997.

## Visual
A abertura da competição começou com um vídeo sobre Birmingham. Pontos de vista do passado e do presente da cidade foram justapostos para dar um vislumbre de sua história. A câmera terminou com um tiro na Arena Indoor. A orquestra apareceu, assim como as trombetas dos Guardas da Vida que soaram no começo da retransmissão. Um breve vídeo resumindo a primeira competição organizada pela televisão pública britânica em 1960 em Londres também aprareceu. Lá apareceu Katie Boyle, a mítica apresentadora britânica, que se encontrava na audiência.
A orquestra, que foi utilizada pela última vez, foi dirigida por Martin Koch.
O palco dividia-se em três partes: à esquerda, a orquestra foi instalada num buraco encimado por três arcos. Os dois primeiros arcos viram a parte superior deles com vista para o pódio central. O terceiro arco, decorado com padrões em relevo, continuou a abranger o chamado pódio central. No centro estava o espaço para intérpretes. Foi decorada com uma forma orgânica, que lembrava a cauda de uma baleia e estava incrustada com lâmpadas elétricas. No fundo, foram instalados quatro elementos metálicos, cada um composto por duas hastes e uma placa conectando-os. Finalmente, à direita, estava o espaço reservado para votação. Consistia de uma passarela de metal coberta por uma tela branca. Esta ponte foi equipada com uma mesa de controle e uma parede de telas.
Os apresentadores foram Terry Wogan e Ulrika Jonsson, que falaram aos espectadores em inglês e francês.
Os cartões postais começaram com um retrato em preto e branco dos artistas. Em seguida, seguiu um vídeo de duas partes. Um apresentando um aspecto da cultura britânica reconstituído no passado e depois mostrado no presente. Cada vídeo terminou com uma aparição surpresa na paisagem, a bandeira do país participante.
O intervalo foi intitulado de Jupiter, The Bringer of Joviality. Foi um potpourri cantado e dançado, destacando o multiculturalismo do Reino Unido. Peças inspiradas nas culturas inglesa, escocesa, galesa, irlandesa, indiana e zulu foram tocadas. Lá apareceu em particular a violinista Vanessa-Mae e a soprano Lesley Garrett. 

## Votação
21 dos 25 países usaram o televoto, onde, às 10 canções mais votadas, eram atriuídos 12, 10, 8, 7, 6, 5, 4, 3, 2, 1 ponto, com um júri de salvaguarda, em caso de erros. Um júri nacional era usado em casos de força maior, em que não se pudesse utilizar o televoto. Nos restantes países, foi usado o júri.
A supervisora executiva da EBU foi Christine Marchal-Ortiz.
Durante a votação, a câmera fez vários close-ups dos artistas. Em particular, Dana International, Imaani e Chiara apareceram.
Pela primeira vez em várias décadas, apareceu um mapa da Europa ao longo da votação. Esta tradição manter-se-ia até aos dias de hoje.

## Prémio Barbara Dex
Pela segunda vez, o fansite House of Eurovision apresentou o Prêmio Barbara Dex, um prémio de humor dado ao artista mais mal vestido a cada ano no concurso. É nomeado após a artista belga, Barbara Dex, que ficou em último na edição de 1993, em que ela usava o seu próprio vestido projetado. A House of Eurovision continuaria a fornecer o Barbara Dex Award até 2016, quando outro fansite da Eurovision, songfestival.be, assumiu as rédeas do prémio e o apresenta todos os anos a partir de 2017.
Guildo Horn da Alemanha ganhou o Prémio Barbara Dex 1998.

## Participações individuais
Predefinição:Participações Individuais ESC1998

## Participantes

Países participantes

| País               | Título original da Canção                     | Artista                  | Processo                                                     | Data da Selecção        |
| País               | Tradução em Português                         | Idiomas de Interpretação | Processo                                                     | Data da Selecção        |
| ------------------ | --------------------------------------------- | ------------------------ | ------------------------------------------------------------ | ----------------------- |
| Alemanha           | "Guildo hat euch lieb!"                       | Guildo Horn              | Countdown Grand Prix 1998                                    | 26 de fevereiro de 1998 |
| Alemanha           | O Guildo ama-vos                              | Alemão                   | Countdown Grand Prix 1998                                    | 26 de fevereiro de 1998 |
| Bélgica            | "Dis oui"                                     | Mélanie Cohl             | Concours Eurovision de la Chanson – Finale Nationale 1998    | 13 de março de 1998     |
| Bélgica            | Diz sim                                       | Francês                  | Concours Eurovision de la Chanson – Finale Nationale 1998    | 13 de março de 1998     |
| Chipre             | "Genesis" (Γένεσις)                           | Michalis Hatzigiannis    | Kýprioi Telikoú tis Diagonismós Tragoudioú Eurovision 1998   | 1 de março de 1998      |
| Chipre             | Génesis                                       | Grego                    | Kýprioi Telikoú tis Diagonismós Tragoudioú Eurovision 1998   | 1 de março de 1998      |
| Croácia            | "Neka mi ne svane"                            | Danijela                 | Dora 1998                                                    | 6 de março de 1998      |
| Croácia            | Que a madrugada nunca chegue                  | Croata                   | Dora 1998                                                    | 6 de março de 1998      |
| Eslováquia         | "Modlitba"                                    | Katarína Hasprová        | Selecção interna                                             | -                       |
| Eslováquia         | Oração                                        | Eslovaco                 | Selecção interna                                             | -                       |
| Eslovénia          | "Naj bogovi slišijo"                          | Vili Resnik              | EMA 1998                                                     | 6 de fevereiro de 1998  |
| Eslovénia          | Que os deuses oiçam                           | Esloveno                 | EMA 1998                                                     | 6 de fevereiro de 1998  |
| Espanha            | "¿Qué voy a hacer sin ti?"                    | Mikel Herzog             | Selecção interna                                             | -                       |
| Espanha            | O que é que eu vou fazer sem ti?              | Castelhano               | Selecção interna                                             | -                       |
| Estónia            | "Mere lapsed"                                 | Koit Toome               | Eurolaul 1998                                                | 24 de janeiro de 1998   |
| Estónia            | Crianças do mar                               | Estónio                  | Eurolaul 1998                                                | 24 de janeiro de 1998   |
| Finlândia          | "Aava"                                        | Edea                     | Euroviisut 1998                                              | 14 de fevereiro de 1998 |
| Finlândia          | Vasta                                         | Finlandês                | Euroviisut 1998                                              | 14 de fevereiro de 1998 |
| França             | "Où aller"                                    | Marie Line               | Selecção interna                                             | -                       |
| França             | Onde ir                                       | Francês                  | Selecção interna                                             | -                       |
| Grécia             | "Mia krifi evesthisia" (Μια κρυφή ευαισθησία) | Thalassa                 | Ellinikoú Telikoú tis Diagonismós Tragoudioú Eurovision 1998 | 7 de março de 1998      |
| Grécia             | Uma sensibilidade secreta                     | Grego                    | Ellinikoú Telikoú tis Diagonismós Tragoudioú Eurovision 1998 | 7 de março de 1998      |
| Hungria            | "A holnap már nem lesz szomorú"               | Charlie                  | Selecção interna                                             | -                       |
| Hungria            | A tristeza acabará amanhã                     | Húngaro                  | Selecção interna                                             | -                       |
| Irlanda            | "Is Always Over Now?"                         | Dawn Martin              | Eurosong 1998                                                | 8 de março de 1998      |
| Irlanda            | Acabou o sempre agora?                        | Inglês                   | Eurosong 1998                                                | 8 de março de 1998      |
| Israel             | "Diva" (דיווה)                                | Dana International       | Selecção interna                                             | -                       |
| Israel             | Diva                                          | Hebraico                 | Selecção interna                                             | -                       |
| Macedónia do Norte | "Ne zori, zoro" (Не зори, зоро)               | Martin Vučić             | Skopje Fest 1998                                             | 7 de março de 1998      |
| Macedónia do Norte | Não amanheças, amanhecer                      | Macedónio                | Skopje Fest 1998                                             | 7 de março de 1998      |
| Malta              | "The One That I Love"                         | Chiara                   | Malta Song For Europe 1998                                   | 7 de fevereiro de 1998  |
| Malta              | Aquele que eu amo                             | Inglês                   | Malta Song For Europe 1998                                   | 7 de fevereiro de 1998  |
| Noruega            | "Alltid sommer"                               | Lars Fredriksen          | Melodi Grand Prix 1998                                       | 28 de fevereiro de 1998 |
| Noruega            | Sempre Verão                                  | Norueguês                | Melodi Grand Prix 1998                                       | 28 de fevereiro de 1998 |
| Países Baixos      | "Hemel en aarde"                              | Edsilia                  | Nationaal Songfestival 1998                                  | 8 de março de 1998      |
| Países Baixos      | Céu e terra                                   | Holandês                 | Nationaal Songfestival 1998                                  | 8 de março de 1998      |
| Polónia            | "To takie proste"                             | Sixteen                  | Selecção interna                                             | -                       |
| Polónia            | É fácil                                       | Polaco                   | Selecção interna                                             | -                       |
| Portugal           | "Se eu te pudesse abraçar"                    | Alma Lusa                | Festival RTP da Canção 1998                                  | 7 de março de 1998      |
| Portugal           | Se eu te pudesse abraçar                      | Português                | Festival RTP da Canção 1998                                  | 7 de março de 1998      |
| Reino Unido        | "Where Are You?"                              | Imaani                   | A song for Europe 1998                                       | 15 de março de 1998     |
| Reino Unido        | Onde estás?                                   | Inglês                   | A song for Europe 1998                                       | 15 de março de 1998     |
| Roménia            | "Eu cred"                                     | Mălina Olinescu          | Selecţia Naţională 1998                                      | 14 de março de 1998     |
| Roménia            | Eu acredito                                   | Romeno                   | Selecţia Naţională 1998                                      | 14 de março de 1998     |
| Suécia             | "Kärleken är"                                 | Jill Johnson             | Melodifestivalen 1998                                        | 14 de março de 1998     |
| Suécia             | O amor é                                      | Sueco                    | Melodifestivalen 1998                                        | 14 de março de 1998     |
| Suíça              | "Lass ihn"                                    | Gunvor                   | Schweizer Auscheidung 1998                                   | 18 de dezembro de 1997  |
| Suíça              | Deixa-o                                       | Alemão                   | Schweizer Auscheidung 1998                                   | 18 de dezembro de 1997  |
| Turquia            | "Unutamazsın"                                 | Tüzmen                   | Eurovision Şarkı Yarışması Türkiye Finali 1998               | 28 de fevereiro de 1998 |
| Turquia            | Não podes esquecer                            | Turco                    | Eurovision Şarkı Yarışması Türkiye Finali 1998               | 28 de fevereiro de 1998 |

## Festival
| #   | País               | Idioma     | Artista               | Canção                                        | Lugar | Pontuação |
| --- | ------------------ | ---------- | --------------------- | --------------------------------------------- | ----- | --------- |
| 1º  | Croácia            | Croata     | Danijela              | "Neka mi ne svane"                            | 5º    | 131       |
| 2º  | Grécia             | Grego      | Thalassa              | "Mia krifi evesthisia" (Μια κρυφή ευαισθησία) | 20º   | 12        |
| 3º  | França             | Francês    | Marie Line            | "Où aller"                                    | 24º   | 3         |
| 4º  | Espanha            | Castelhano | Mikel Herzog          | "¿Qué voy a hacer sin ti?"                    | 16º   | 21        |
| 5º  | Suíça              | Alemão     | Gunvor                | "Lass ihn"                                    | 25º   | 0         |
| 6º  | Eslováquia         | Eslovaco   | Katarína Hasprová     | "Modlitba"                                    | 21º   | 8         |
| 7º  | Polónia            | Polaco     | Sixteen               | "To takie proste"                             | 17º   | 19        |
| 8º  | Israel             | Hebraico   | Dana International    | "Diva" (דיווה)                                | 1º    | 172       |
| 9º  | Alemanha           | Alemão     | Guildo Horn           | "Guildo hat euch lieb!"                       | 7º    | 86        |
| 10º | Malta              | Inglês     | Chiara                | "The One That I Love"                         | 3º    | 165       |
| 11º | Hungria            | Húngaro    | Charlie               | "A holnap már nem lesz szomorú"               | 23º   | 4         |
| 12º | Eslovénia          | Esloveno   | Vili Resnik           | "Naj bogovi slišijo"                          | 18º   | 17        |
| 13º | Irlanda            | Inglês     | Dawn Martin           | "Is Always Over Now?"                         | 9º    | 64        |
| 14º | Portugal           | Português  | Alma Lusa             | "Se eu te pudesse abraçar"                    | 12º   | 36        |
| 15º | Roménia            | Romeno     | Mălina Olinescu       | "Eu cred"                                     | 22º   | 6         |
| 16º | Reino Unido        | Inglês     | Imaani                | "Where Are You?"                              | 2º    | 166       |
| 17º | Chipre             | Grego      | Michalis Hatzigiannis | "Genesis" (Γένεσις)                           | 11º   | 37        |
| 18º | Países Baixos      | Holandês   | Edsilia               | "Hemel en aarde"                              | 4º    | 150       |
| 19º | Suécia             | Sueco      | Jill Johnson          | "Kärleken är"                                 | 10º   | 53        |
| 20º | Bélgica            | Francês    | Mélanie Cohl          | "Dis oui"                                     | 6º    | 122       |
| 21º | Finlândia          | Finlandês  | Edea                  | "Aava"                                        | 15º   | 22        |
| 22º | Noruega            | Norueguês  | Lars Fredriksen       | "Alltid sommer"                               | 8º    | 79        |
| 23º | Estónia            | Estónio    | Koit Toome            | "Mere lapsed"                                 | 13º   | 36        |
| 24º | Turquia            | Turco      | Tüzmen                | "Unutamazsın"                                 | 14º   | 25        |
| 25º | Macedónia do Norte | Macedónio  | Vlado Janevski        | "Ne zori, zoro" (Не зори, зоро)               | 19º   | 16        |

### Resultados
A ordem de votação no Festival Eurovisão da Canção 1998, foi a seguinte:

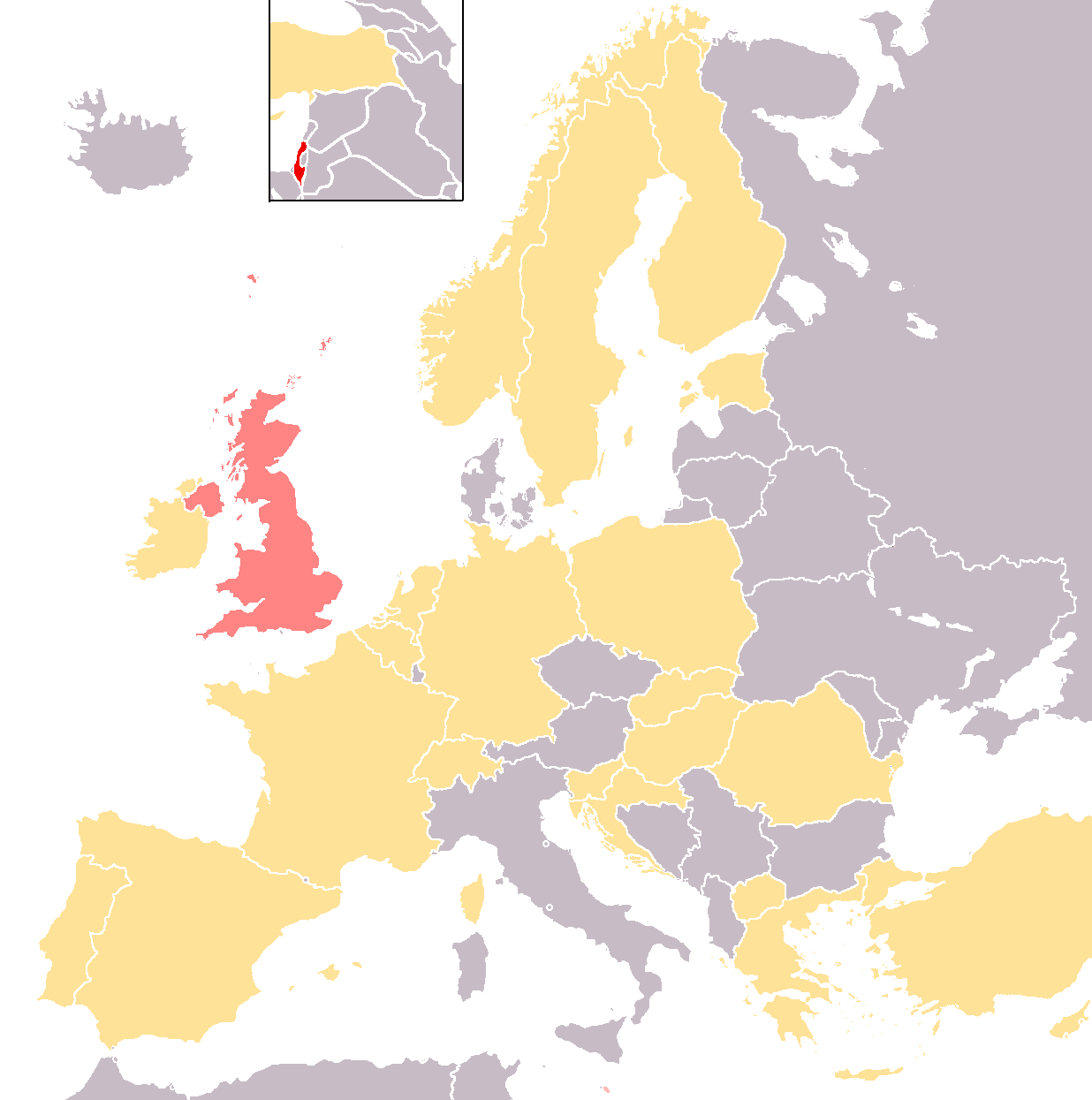
Vencedor
2º classificado
3º classificado

| Países Votantes    | Países Pontuados | Países Pontuados | Países Pontuados | Países Pontuados | Países Pontuados | Países Pontuados | Países Pontuados | Países Pontuados | Países Pontuados | Países Pontuados | Países Pontuados | Países Pontuados | Países Pontuados     | Países Pontuados | Países Pontuados | Países Pontuados | Países Pontuados | Países Pontuados | Países Pontuados | Países Pontuados | Países Pontuados | Países Pontuados | Países Pontuados | Países Pontuados | Países Pontuados   |
| ------------------ | ---------------- | ---------------- | ---------------- | ---------------- | ---------------- | ---------------- | ---------------- | ---------------- | ---------------- | ---------------- | ---------------- | ---------------- | -------------------- | ---------------- | ---------------- | ---------------- | ---------------- | ---------------- | ---------------- | ---------------- | ---------------- | ---------------- | ---------------- | ---------------- | ------------------ |
| Países Votantes    | Croácia          | Grécia           | França           | Espanha          | Suíça            | Eslováquia       | Polónia          | Israel           | Alemanha         | Malta            | Hungria          | Eslovénia        | República da Irlanda | Portugal         | Roménia          | Reino Unido      | Chipre           | Países Baixos    | Suécia           | Bélgica          | Finlândia        | Noruega          | Estónia          | Turquia          | Macedónia do Norte |
| Croácia            |                  |                  |                  | 1                |                  | 8                |                  |                  |                  | 7                |                  | 3                | 2                    |                  |                  | 12               | 4                | 10               |                  |                  |                  |                  |                  | 5                | 6                  |
| Grécia             | 5                |                  |                  |                  |                  |                  |                  | 10               | 3                | 6                |                  | 2                |                      | 1                |                  | 7                | 12               | 8                |                  | 4                |                  |                  |                  |                  |                    |
| França             | 8                |                  |                  | 4                |                  |                  | 2                | 12               |                  | 6                | 1                |                  |                      | 10               |                  | 3                |                  | 5                |                  | 7                |                  |                  |                  |                  |                    |
| Espanha            | 2                |                  |                  |                  |                  |                  |                  | 12               |                  | 6                |                  |                  |                      | 7                |                  | 4                |                  | 5                |                  | 8                |                  | 10               | 3                | 1                |                    |
| Suíça              | 5                |                  |                  | 6                |                  |                  |                  | 10               | 12               | 8                |                  |                  | 2                    |                  |                  | 3                |                  | 7                |                  | 4                |                  | 1                |                  |                  |                    |
| Eslováquia         | 10               |                  |                  |                  |                  |                  |                  |                  |                  | 12               |                  |                  | 4                    | 2                |                  | 1                | 5                | 6                |                  | 7                |                  |                  | 8                |                  | 3                  |
| Polónia            | 6                |                  |                  |                  |                  |                  |                  | 10               |                  | 8                |                  |                  | 2                    |                  |                  | 7                |                  | 5                | 3                | 12               |                  | 4                | 1                |                  |                    |
| Israel             | 10               |                  |                  | 3                |                  |                  |                  |                  |                  | 7                |                  |                  |                      | 2                | 6                | 12               | 1                | 8                |                  | 5                |                  | 4                |                  |                  |                    |
| Alemanha           | 10               |                  |                  |                  |                  |                  | 5                | 7                |                  | 8                |                  |                  | 2                    |                  |                  | 1                |                  | 6                |                  | 4                |                  | 3                |                  | 12               |                    |
| Malta              | 10               |                  |                  |                  |                  |                  |                  | 12               |                  |                  |                  |                  | 6                    | 2                |                  | 8                | 1                | 7                | 4                | 3                |                  | 5                |                  |                  |                    |
| Hungria            |                  |                  |                  |                  |                  |                  | 2                |                  |                  | 7                |                  |                  | 6                    |                  |                  | 10               | 1                | 12               | 8                | 3                |                  | 5                | 4                |                  |                    |
| Eslovénia          | 12               |                  |                  |                  |                  |                  |                  | 7                | 8                | 3                |                  |                  | 1                    |                  |                  | 5                |                  |                  |                  | 6                |                  | 10               | 2                |                  | 4                  |
| Irlanda            | 3                |                  |                  |                  |                  |                  |                  | 6                | 8                | 12               |                  |                  |                      |                  |                  | 5                |                  | 10               | 2                | 7                |                  | 4                | 1                |                  |                    |
| Portugal           | 2                |                  |                  |                  |                  |                  |                  | 12               | 10               | 5                |                  |                  | 1                    |                  |                  | 6                | 4                | 7                |                  | 8                |                  | 3                |                  |                  |                    |
| Roménia            |                  |                  |                  |                  |                  |                  | 10               | 7                | 6                |                  | 1                | 5                | 8                    |                  |                  | 12               | 4                |                  |                  |                  |                  |                  |                  | 2                | 3                  |
| Reino Unido        | 2                |                  |                  |                  |                  |                  |                  | 5                | 6                | 12               |                  |                  | 8                    |                  |                  |                  | 3                | 10               | 1                | 7                |                  | 4                |                  |                  |                    |
| Chipre             | 7                | 12               | 1                | 4                |                  |                  |                  | 10               |                  | 5                |                  |                  |                      | 2                |                  | 8                |                  |                  |                  | 6                |                  | 3                |                  |                  |                    |
| Países Baixos      | 4                |                  |                  |                  |                  |                  |                  | 6                | 12               | 8                |                  |                  |                      |                  |                  | 7                |                  |                  | 5                | 10               |                  | 3                | 2                | 1                |                    |
| Suécia             | 3                |                  |                  |                  |                  |                  |                  | 5                |                  | 6                |                  |                  | 1                    |                  |                  | 7                |                  | 8                |                  | 2                | 10               | 12               | 4                |                  |                    |
| Bélgica            | 5                |                  |                  | 3                |                  |                  |                  | 10               | 7                | 8                |                  |                  |                      | 1                |                  | 6                | 2                | 12               |                  |                  |                  | 4                |                  |                  |                    |
| Finlândia          | 3                |                  |                  |                  |                  |                  |                  | 10               | 1                | 5                |                  | 4                |                      |                  |                  | 8                |                  | 7                | 6                |                  |                  | 2                | 12               |                  |                    |
| Noruega            | 6                |                  |                  |                  |                  |                  |                  | 3                |                  | 12               | 2                |                  | 4                    |                  |                  | 5                |                  | 8                | 10               | 7                | 1                |                  |                  |                  |                    |
| Estónia            | 3                |                  |                  |                  |                  |                  |                  | 7                | 1                | 5                |                  |                  | 2                    |                  |                  | 8                |                  |                  | 12               | 6                | 10               | 4                |                  |                  |                    |
| Turquia            | 4                |                  |                  |                  |                  |                  |                  | 5                |                  | 10               |                  | 3                | 8                    | 6                |                  | 12               |                  | 7                | 2                | 1                |                  |                  |                  |                  |                    |
| Macedónia do Norte | 12               |                  | 2                |                  |                  |                  |                  | 8                |                  |                  |                  |                  | 7                    | 4                |                  | 10               |                  | 3                |                  | 6                | 1                |                  |                  | 5                |                    |
| Total              | 132              | 12               | 3                | 21               | 0                | 8                | 19               | 174              | 74               | 166              | 4                | 17               | 64                   | 37               | 6                | 167              | 37               | 151              | 53               | 123              | 22               | 81               | 37               | 26               | 16                 |
| Lugar              | 5º               | 20º              | 24º              | 16º              | 25º              | 21º              | 17º              | 1º               | 8º               | 3º               | 23º              | 18º              | 9º                   | 13º              | 22º              | 2º               | 12º              | 4º               | 10º              | 6º               | 15º              | 7º               | 11º              | 14º              | 19º                |
| Países Votantes    | Croácia          | Grécia           | França           | Espanha          | Suíça            | Eslováquia       | Polónia          | Israel           | Alemanha         | Malta            | Hungria          | Eslovénia        | República da Irlanda | Portugal         | Roménia          | Reino Unido      | Chipre           | Países Baixos    | Suécia           | Bélgica          | Finlândia        | Noruega          | Estónia          | Turquia          | Macedónia do Norte |
| Países Votantes    | Países Pontuados |                  |                  |                  |                  |                  |                  |                  |                  |                  |                  |                  |                      |                  |                  |                  |                  |                  |                  |                  |                  |                  |                  |                  |                    |

| Países Votantes    | Países Pontuados | Países Pontuados | Países Pontuados | Países Pontuados | Países Pontuados | Países Pontuados | Países Pontuados | Países Pontuados | Países Pontuados | Países Pontuados | Países Pontuados | Países Pontuados | Países Pontuados     | Países Pontuados | Países Pontuados | Países Pontuados | Países Pontuados | Países Pontuados | Países Pontuados | Países Pontuados | Países Pontuados | Países Pontuados | Países Pontuados | Países Pontuados | Países Pontuados   |
| ------------------ | ---------------- | ---------------- | ---------------- | ---------------- | ---------------- | ---------------- | ---------------- | ---------------- | ---------------- | ---------------- | ---------------- | ---------------- | -------------------- | ---------------- | ---------------- | ---------------- | ---------------- | ---------------- | ---------------- | ---------------- | ---------------- | ---------------- | ---------------- | ---------------- | ------------------ |
| Países Votantes    | Croácia          | Grécia           | França           | Espanha          | Suíça            | Eslováquia       | Polónia          | Israel           | Alemanha         | Malta            | Hungria          | Eslovénia        | República da Irlanda | Portugal         | Roménia          | Reino Unido      | Chipre           | Países Baixos    | Suécia           | Bélgica          | Finlândia        | Noruega          | Estónia          | Turquia          | Macedónia do Norte |
| Croácia            | 0                | 0                | 0                | 1                | 0                | 8                | 0                | 0                | 0                | 7                | 0                | 3                | 2                    | 0                | 0                | 12               | 4                | 10               | 0                | 0                | 0                | 0                | 0                | 5                | 6                  |
| Grécia             | 5                | 0                | 0                | 1                | 0                | 8                | 0                | 10               | 3                | 13               | 0                | 5                | 2                    | 1                | 0                | 19               | 16               | 18               | 0                | 4                | 0                | 0                | 0                | 5                | 6                  |
| França             | 13               | 0                | 0                | 5                | 0                | 8                | 2                | 22               | 3                | 19               | 1                | 5                | 2                    | 11               | 0                | 22               | 16               | 23               | 0                | 11               | 0                | 0                | 0                | 5                | 6                  |
| Espanha            | 14               | 0                | 0                | 5                | 0                | 8                | 2                | 32               | 15               | 24               | 1                | 5                | 2                    | 17               | 0                | 25               | 16               | 27               | 0                | 18               | 0                | 8                | 2                | 5                | 6                  |
| Suíça              | 19               | 0                | 0                | 11               | 0                | 8                | 2                | 42               | 27               | 32               | 1                | 5                | 4                    | 17               | 0                | 28               | 16               | 34               | 0                | 22               | 0                | 9                | 2                | 5                | 6                  |
| Eslováquia         | 29               | 0                | 0                | 11               | 0                | 8                | 2                | 42               | 27               | 44               | 1                | 5                | 8                    | 19               | 0                | 29               | 21               | 40               | 0                | 29               | 0                | 9                | 10               | 5                | 9                  |
| Polónia            | 35               | 0                | 0                | 11               | 0                | 8                | 2                | 52               | 27               | 52               | 1                | 5                | 10                   | 19               | 0                | 36               | 21               | 45               | 3                | 41               | 0                | 13               | 11               | 5                | 9                  |
| Israel             | 45               | 0                | 0                | 14               | 0                | 8                | 2                | 52               | 27               | 59               | 1                | 5                | 10                   | 21               | 6                | 48               | 22               | 53               | 3                | 46               | 0                | 17               | 11               | 5                | 9                  |
| Alemanha           | 55               | 0                | 0                | 14               | 0                | 8                | 7                | 59               | 27               | 67               | 1                | 5                | 12                   | 21               | 6                | 49               | 22               | 59               | 3                | 50               | 0                | 20               | 11               | 17               | 9                  |
| Malta              | 65               | 0                | 0                | 14               | 0                | 8                | 7                | 71               | 27               | 67               | 1                | 5                | 18                   | 23               | 6                | 57               | 23               | 66               | 7                | 53               | 0                | 25               | 11               | 17               | 9                  |
| Hungria            | 65               | 0                | 0                | 14               | 0                | 8                | 9                | 71               | 27               | 74               | 1                | 5                | 24                   | 23               | 6                | 67               | 24               | 78               | 15               | 56               | 0                | 30               | 15               | 17               | 9                  |
| Eslovénia          | 77               | 0                | 0                | 14               | 0                | 8                | 9                | 78               | 35               | 77               | 1                | 5                | 25                   | 23               | 6                | 72               | 24               | 78               | 15               | 62               | 0                | 40               | 17               | 17               | 13                 |
| Irlanda            | 80               | 0                | 0                | 14               | 0                | 8                | 9                | 84               | 43               | 89               | 1                | 5                | 25                   | 23               | 6                | 77               | 24               | 88               | 17               | 69               | 0                | 44               | 18               | 17               | 13                 |
| Portugal           | 82               | 0                | 0                | 14               | 0                | 8                | 9                | 96               | 53               | 94               | 2                | 5                | 26                   | 23               | 6                | 83               | 28               | 95               | 17               | 77               | 0                | 47               | 18               | 17               | 13                 |
| Roménia            | 82               | 0                | 0                | 14               | 0                | 8                | 19               | 103              | 59               | 94               | 2                | 10               | 34                   | 23               | 6                | 95               | 32               | 95               | 17               | 77               | 0                | 47               | 18               | 19               | 16                 |
| Reino Unido        | 84               | 0                | 0                | 14               | 0                | 8                | 19               | 108              | 65               | 106              | 2                | 10               | 42                   | 23               | 6                | 95               | 35               | 105              | 18               | 84               | 0                | 51               | 18               | 19               | 16                 |
| Chipre             | 91               | 12               | 1                | 18               | 0                | 8                | 19               | 118              | 65               | 111              | 2                | 10               | 42                   | 25               | 6                | 103              | 35               | 105              | 18               | 90               | 0                | 54               | 18               | 19               | 16                 |
| Países Baixos      | 95               | 12               | 1                | 18               | 0                | 8                | 19               | 124              | 77               | 119              | 2                | 10               | 42                   | 25               | 6                | 110              | 35               | 105              | 23               | 100              | 0                | 57               | 20               | 20               | 16                 |
| Suécia             | 98               | 12               | 1                | 18               | 0                | 8                | 19               | 129              | 77               | 125              | 2                | 10               | 43                   | 25               | 6                | 117              | 35               | 113              | 23               | 102              | 10               | 69               | 24               | 20               | 16                 |
| Bélgica            | 103              | 12               | 1                | 21               | 0                | 8                | 19               | 139              | 84               | 133              | 2                | 10               | 43                   | 26               | 6                | 123              | 37               | 125              | 23               | 102              | 10               | 73               | 24               | 20               | 16                 |
| Finlândia          | 106              | 12               | 1                | 21               | 0                | 8                | 19               | 149              | 85               | 138              | 2                | 14               | 43                   | 26               | 6                | 131              | 37               | 132              | 29               | 102              | 10               | 75               | 36               | 20               | 16                 |
| Noruega            | 112              | 12               | 1                | 21               | 0                | 8                | 19               | 152              | 85               | 150              | 4                | 14               | 47                   | 26               | 6                | 136              | 37               | 140              | 39               | 109              | 11               | 75               | 36               | 20               | 16                 |
| Estónia            | 115              | 12               | 1                | 21               | 0                | 8                | 19               | 159              | 86               | 155              | 4                | 14               | 49                   | 26               | 6                | 144              | 37               | 140              | 51               | 115              | 21               | 79               | 36               | 20               | 16                 |
| Turquia            | 119              | 12               | 1                | 21               | 0                | 8                | 19               | 164              | 86               | 165              | 4                | 17               | 57                   | 32               | 6                | 156              | 37               | 147              | 53               | 116              | 21               | 79               | 36               | 20               | 16                 |
| Macedónia do Norte | 131              | 12               | 3                | 21               | 0                | 8                | 19               | 172              | 86               | 165              | 4                | 17               | 64                   | 36               | 6                | 166              | 37               | 150              | 53               | 122              | 22               | 79               | 36               | 25               | 16                 |
| Lugar              | 5º               | 20º              | 24º              | 16º              | 25º              | 21º              | 17º              | 1º               | 7º               | 3º               | 23º              | 18º              | 9º                   | 12º              | 22º              | 2º               | 11º              | 4º               | 10º              | 6º               | 15º              | 8º               | 12º              | 14º              | 19º                |
| Países Votantes    | Croácia          | Grécia           | França           | Espanha          | Suíça            | Eslováquia       | Polónia          | Israel           | Alemanha         | Malta            | Hungria          | Eslovénia        | República da Irlanda | Portugal         | Roménia          | Reino Unido      | Chipre           | Países Baixos    | Suécia           | Bélgica          | Finlândia        | Noruega          | Estónia          | Turquia          | Macedónia do Norte |
| Países Votantes    | Países Pontuados |                  |                  |                  |                  |                  |                  |                  |                  |                  |                  |                  |                      |                  |                  |                  |                  |                  |                  |                  |                  |                  |                  |                  |                    |

#### 12 pontos
Os países que receberam 12 pontos foram os seguintes:
| # | Países Pontuados | Países Votantes                           |
| - | ---------------- | ----------------------------------------- |
| 4 | Malta            | Eslováquia, Irlanda, Noruega, Reino Unido |
| 4 | Reino Unido      | Croácia, Israel, Roménia, Turquia         |
| 3 | Israel           | França, Malta, Portugal                   |
| 3 | Alemanha         | Espanha, Países Baixos, Suíça             |
| 2 | Croácia          | Eslovénia, Macedónia                      |
| 2 | Países Baixos    | Bélgica, Hungria                          |
| 1 | Bélgica          | Polónia                                   |
| 1 | Chipre           | Grécia                                    |
| 1 | Estónia          | Finlândia                                 |
| 1 | Grécia           | Chipre                                    |
| 1 | Noruega          | Suécia                                    |
| 1 | Suécia           | Estónia                                   |
| 1 | Turquia          | Alemanha                                  |

### Média de pontuações
| #   | País                 | Pontuação em 1993 | Pontuação em 1994 | Pontuação em 1995 | Pontuação em 1996 | Pontuação em 1997 | Total | Média |
| --- | -------------------- | ----------------- | ----------------- | ----------------- | ----------------- | ----------------- | ----- | ----- |
| 1º  | Irlanda              | 187               | 226               | 44                | 162               | 157               | 776   | 155,2 |
| -   | Reino Unido          | 164               | 63                | 76                | 77                | 227               | 607   | 121,4 |
| 2º  | Noruega              | 120               | 76                | 148               | 114               | 0                 | 458   | 91,6  |
| 3º  | França               | 121               | 74                | 94                | 18                | 95                | 402   | 80,4  |
| 4º  | Itália               | 45                | -                 | -                 | -                 | 114               | 159   | 79,5  |
| 5º  | Malta                | 69                | 97                | 76                | 68                | 66                | 376   | 75,2  |
| 6º  | Suécia               | 89                | 48                | 100               | 100               | 36                | 373   | 74,6  |
| 7º  | Polónia              | -                 | 166               | 15                | 31                | 54                | 266   | 66,5  |
| 8º  | Chipre               | 17                | 51                | 79                | 72                | 98                | 317   | 63,4  |
| 9º  | Espanha              | 58                | 17                | 119               | 17                | 96                | 307   | 61,4  |
| 10º | Estónia              | -                 | 2                 | -                 | 94                | 82                | 178   | 59,33 |
| 11º | Hungria              | -                 | 122               | 3                 | -                 | 39                | 164   | 54,67 |
| 12º | Croácia              | 31                | 27                | 91                | 98                | 24                | 271   | 54,2  |
| 13º | Turquia              | 10                | -                 | 21                | 57                | 121               | 209   | 52,25 |
| 14º | Grécia               | 64                | 44                | 68                | 36                | 39                | 251   | 50,2  |
| 15º | Suíça                | 148               | 15                | -                 | 22                | 5                 | 190   | 47,5  |
| 16º | Portugal             | 60                | 73                | 5                 | 92                | 0                 | 230   | 46    |
| 17º | Países Baixos        | 92                | 4                 | -                 | 78                | 5                 | 179   | 44,75 |
| 18º | Eslovénia            | 9                 | -                 | 84                | 16                | 60                | 169   | 42,25 |
| 19º | Alemanha             | 18                | 128               | 1                 | -                 | 22                | 169   | 42,25 |
| 20º | Dinamarca            | 9                 | -                 | 92                | -                 | 25                | 126   | 42    |
| 21º | Rússia               | -                 | 70                | 17                | -                 | 33                | 120   | 40    |
| 22º | Áustria              | 32                | 19                | 67                | 68                | 12                | 198   | 39,6  |
| 23º | Islândia             | 42                | 49                | 31                | 51                | 18                | 191   | 38,2  |
| 24º | Bósnia e Herzegovina | 27                | 39                | 14                | 13                | 22                | 115   | 23    |

### Maestros
Em baixo encontra-se a lista de maestros que conduziram a orquestra, na respectiva actuação de cada país concorrente.
| País               | Maestro                                    |
| ------------------ | ------------------------------------------ |
| Croácia            | Stipica Kalogjera                          |
| Grécia             | Nenhum                                     |
| França             | Martin Koch (nos ensaios) Nenhum (ao vivo) |
| Espanha            | Alberto Estébanez                          |
| Suíça              | Nenhum                                     |
| Eslováquia         | Vladimir Valović                           |
| Polónia            | Wiesław Pieregorólka                       |
| Israel             | Nenhum                                     |
| Alemanha           | Stefan Raab                                |
| Malta              | Nenhum                                     |
| Hungria            | Miklós Malek                               |
| Eslovénia          | Mojmir Sepe                                |
| Irlanda            | Noel Kelehan                               |
| Portugal           | Mike Sergeant                              |
| Roménia            | Adrian Romcescu                            |
| Reino Unido        | James McMillan                             |
| Chipre             | Costas Cacogiannis                         |
| Países Baixos      | Dick Bakker                                |
| Suécia             | Anders Berglund                            |
| Bélgica            | Nenhum                                     |
| Finlândia          | Olli Ahvenlahti                            |
| Noruega            | Geir Langslet                              |
| Estónia            | Heiki Vahar                                |
| Turquia            | Ümit Eroğlu                                |
| Macedónia do Norte | Aleksandar Džambazov                       |
| Maestro anfitrião  | Martin Koch                                |

## Artistas repetentes
Alguns artistas repetiram a sua experiência Eurovisiva. Em 1998, os repetentes foram:
| País (1998) | Foto | Artista                             | Ano Anterior | País Representado                | Canção                            | Tradução                      | Pontuação | Classificação |
| ----------- | ---- | ----------------------------------- | ------------ | -------------------------------- | --------------------------------- | ----------------------------- | --------- | ------------- |
| Croácia     |      | Danijela                            | ESC 1995     | Croácia (como parte dos Magazin) | "Nostalgija"                      | Nostalgia                     | 91        | 6º            |
| Suíça       |      | Egon Egemann (como violinista)      | ESC 1990     | Suíça                            | "Musik klingt in die Welt hinaus" | A música soa à volta do Mundo | 5         | 11º           |
| Portugal    |      | José Cid (como parte dos Alma Lusa) | ESC 1980     | Portugal                         | "Um grande, grande amor"          | Um grande, grande amor        | 80        | 7º            |